# Skala Maliny
Skala Maliny (Skala Malinasa) – oszacowanie, które pozwala określić, czy kobieta ciężarna jest gotowa do porodu. Zostało wymyślone przez Yves'a Malinasa.
Zwykle używana jest w sytuacji nieoczekiwanych przypadków, przed hospitalizacją: skala określa, czy możliwy jest transport ciężarnej, czy lepiej pozwolić jej urodzić tam, gdzie się znajduje. Skala bazuje na pięciu kryteriach: ile razy do tej pory kobieta była w ciąży, jak długo ma już objawy porodu, czas trwania każdego skurczu, okres między kolejnymi skurczami oraz czy odeszły jej wody płodowe. Każde kryterium jest oceniane liczbą między zero a dwa:
| Punkty | Liczba ciąż (z obecną) | Czas objawów   | Czas trwania skurczy | Okres między dwoma skurczami            | Odejście wód    |
| ------ | ---------------------- | -------------- | -------------------- | --------------------------------------- | --------------- |
| 0      | jedna                  | < 3h           | < 1 min              | > 5 min                                 | nie             |
| 1      | dwie                   | między 3 a 5 h | 1 min                | między 3 a 5 min                        | ostatnio (< 1h) |
| 2      | trzy lub więcej        | > 6h           | > 1 min              | < 3 min (co najmniej 2 w ciągu 5 minut) | > 1h            |

Wynikiem jest suma tych pięciu kryteriów. Kiedy wynik jest mniejszy lub równy pięć, możliwy jest transport ciężarnej do szpitala lub innego punktu medycznego. Kiedy wynik wynosi sześć lub więcej, prawdopodobny jest bliski poród, zwłaszcza jeśli kobieta odczuwa potrzebę parcia.